# Tricentrus platycornis
Tricentrus platycornis är en insektsart som beskrevs av Ananthasubramanian 1980. Tricentrus platycornis ingår i släktet Tricentrus och familjen hornstritar. Inga underarter finns listade i Catalogue of Life.